# Dawit Yifru
Dawit Yifru (nacido en 1952) es un renombrado teclista y arreglista etíope. 
Dawit es el miembro fundador y presidente de la junta directiva de la Asociación de Músicos Etíope. Este grupo se formó a principios de los años 2000 para contribuir a la aprobación la primera ley de copyright del país.
Principalmente se le conoce por su larga carrera como concertista con la Roha Band, que ha dominado la música etíope a principios de los años 1980 1990. También ha trabajado con otras bandas, incluyendo bandas Dahelak.